# Torelló (setmanari)
Torelló és un setmanari de premsa local independent que cobreix tota la Vall del Ges (amb els municipis de Torelló, Sant Vicenç de Torelló i Sant Pere de Torelló) i Orís (als inicis de la publicació també el Voltreganès). Es publica cada divendres no festiu.
És un dels més antics de la comarca d'Osona, la seva primera edició data del 3 d'agost de 1934, en plena Segona República Espanyola. De mitjana, Torelló publica 24 pàgines setmanals en llengua catalana amb un format de 220 x 320 mm. Es tracta d'una publicació amb informació cultural, política, social i esportiva. L'edita Torelló Associació Cultural i és membre de l'Associació Catalana de la Premsa Comarcal (ACPC). Ha obtingut el premi de Reconeixement a la Tasca feta de la Generalitat de Catalunya.

## Origen[calcitació]
El Torelló neix el 3 d'agost de 1934 encara que des de l'any 1929 el poble ja comptava amb La Veu del Ter, una revista pròpia que durant els seus sis anys de vida va ser un extraordinari mitjà de promoció cultural, i que arribarà a la seva fi a l'estiu de 1934 arran del naixement de la nova revista i la conflictivitat que hi va haver entre les dues. Això és degut al fet que a que La Veu del Ter, era d'ideologia d'esquerres i més obrerista, i estava vinculat al Círcol Recreatiu, i en canvi, el Torelló era dirigit pels membres del Centre Catòlic i sorgia de l'Escola Dominical, en una època amb molta efervescència política. A part, altres iniciatives com La Foguera, El Ressò i La Joventud, totes vinculades a associacions del poble, van formar part del panorama periodístic de la població de principis del segle xx. També són originaris d'aquell moment El llibret de Rocaprevera i El programa de Festa Major.
El Torelló neix en el marc de la Segona República Espanyola, un període ple de reformes culturals i socials en què es promou la cultura i la formació i els mitjans de comunicació són escassos, havent-hi només revistes i algunes emissores de ràdio. Per això El Torelló té la vocació de ser important al municipi i poder formar als seus lectors. El seu editorial fundacional ho demostra: “Volem recordar amb simpatia tots els esforços (...) que s'han fet per tal de dotar Torelló d'aquest instrument indispensable de cultura que és la premsa. Creiem en un ambient d'àmplia llibertat i tolerància i al nivell de les circumstàncies actuals, la nostra veu trobarà un ambient acollidor que ha de dir molt en favor de la cultura nostrada”.

## Història[2]
A la història del Torelló hi ha tres etapes molt diferenciades: 
- La primera va del 3 d'agost de l'any 1934, quan hi ha la creació de la revista, fins al 18 de juliol de 1936, amb l'inici de la Guerra Civil Espanyola (1936-1939).
- La segona etapa va de 1954, quan es reprèn la publicació de la revista, fins a 1976, i estarà marcada per la censura de l'època franquista i el fet que no es tractessin determinats temes.
- A partir del 76, comença la tercera etapa, quan amb l'entrada de Martí Castells a la direcció, el Torelló té molts canvis i un clar avenç periodístic. Aquesta etapa seguirà fins a l'actualitat.

A la primera etapa la publicació era quinzenal i valia una pesseta i 30 cèntims. La primera redacció de la revista es trobava al carrer Capsavila de Torelló. A l'últim número publicat s'hi explicaven els actes d'una Festa Major que mai es va celebrar: “S'acosta la festa major, les Societats i organismes locals es preparen activament per tal de celebrar-la amb tota esplendidesa. Entre els actes de més relleu a més dels saraus que s'organitzen a la Cooperativa i al Teatre Cirvianum (...), podem avançar ja que els aimants de la sarsuela podran fruir de debò al Teatre Cirvianum. (...) També els esportius estan d'enhorabona puix que es diu que s'ha organitzat un partit de futbol entre els dos ‘teams' de primera categoria professional, el Club Deportiu Júpiter i el Club Esportiu Manresa, a més de la visita del potent equip Futbol Club Santiveri, que serà enfrontat amb el Futbol Club Torelló. En resum es presenta una festa Major que si no supera amb magnificiència a la d'anys anteriors, pot comparar-se amb elles, puix que tots els gustos i aficions podran veure’s complaguts a bastament.” 
A partir d'aquí, sense haver-ho intuït abans començarà un període de 20 anys sense activitat, quan l'únic referent escrit era La Fulla Parroquial, que s'havia deixat editar durant els tres anys de guerra i va tornar a sortir el 1939. El seu objectiu però, era informar només dels esdeveniments de la parròquia.
La revista reneix el 12 de juny de l'any 1954, en època franquista. La feina la van continuar alguns que ja hi eren abans de la guerra, com Domènec i Rafael Bardolet i Ramon Vinyeta. Tot i que els primers números eren més liberals, de seguida apareix una dura censura que obliga a escriure en castellà. Ramon Vinyeta va ser dels únics redactors que van seguir escrivint els seus articles en català, juntament amb Estanislau Sala o Joan Rovira, que signava amb el pseudònim “Passa”.
Al primer editorial es nota la censura que hi havia a aquella època als mitjans de comunicació: “Periódico o boletín mensual de caràcter informativo (...) completamente ajeno a todo partidismo y puesto al servicio e intereses de la vida social”.
Des de 1954 la redacció del Torelló es trasllada al número 11 de la Plaça Nova, l'edifici on actualment es troba Ràdio Ona. El Torelló estarà aquí fins als anys 80. L'edifici en qüestió era l'Aurora Obrera, estava vinculat a la Confederació Nacional de Treball (CNT) i quan va acabar la Guerra Civil se’l va quedar La Falange, que va col·locar l'ambulatori als baixos, la redacció del Torelló al primer pis i l'emissora, de la que llavors s'anomenava Ràdio Torelló, al segon pis.
La pressió dels vencedors de la guerra civil es va fer notar en el periòdic. La setmana abans de Rocaprevera de 1956 la Falange el va requisar i va obligar a incorporar els símbols falangistes a la capçalera. A partir d'aleshores va sortir com a “òrgano de Prensa y propaganda del Movimiento FET y de las JONS”. A més a més, La Falange posa Albert Galícia al capdavant, qui diu: “jo no volia ser director però quan van fer alcalde a Ramon Vilar, en Freixer em va venir a buscar. Jo vaig acceptar perquè em sabia greu no ajudar a l'alcalde”. Ell mateix recorda com treballaven a l'època, “cadascú ho feia a casa seva. No hi havia redacció ni organització”. La funció d'Albert Galícia era llegir tots els articles i decidir què es podia publicar. “Només recordo una vegada que va publicar-se un article sense la meva autorització. Era sobre la guerra d‘Espanya. Des del 1956 fins al 1976 la revista passa a ser editada pel moviment franquista i serà una eina de difusió de la ideologia del règim.
L'obligació de col·locar el símbol franquista del jou i les fletxes va provocar una gran polèmica entre els editors, que es van plantejar abandonar la publicació del Torelló. Així i tot, es va arribar a la conclusió que volien seguir publicant i no deixar de ser un mitjà de referència local per a Torelló.
L'1 de maig de 1976, després de la mort de Franco, en plena transició democràtica i en una època de crisi per a la revista, comença la tercera etapa del Torelló amb l'entrada de Martí Castells a la direcció i amb un missatge a la portada en lletres grans: “foc net”, un joc de paraules entre “foc nou” i “joc net”. Va ser el lema de l'equip que, sota l'impuls de Promotora Torelló, va agafar les regnes del periòdic i, amb un to d'humor, volia reflectir l'esperit que els movia. Els seus ideals, però, entraven en conflicte amb l'establiment de la democràcia real, que no va arribar a l'ajuntament fins al 1979. Per això es va intentar adoptar una postura neutral, buscant la pluralitat i sense ser conservador ni rupturista.
Apareixen característiques del Torelló que s'han mantingut fins ara: la independència de la capçalera respecte als organismes oficials, la utilització de la llengua català i la voluntat de continuar essent el portaveu dels municipis de la Vall del Ges.
Referent a la ubicació de la redacció, als anys 80 es decideix que l'ambulatori passaria a ocupar tot l'edifici de l'Aurora Obrera, per tant, s'haurà de portar el Torelló i l'emissora de ràdio al Casal Parroquial. Més endavant, l'emissora de ràdio passarà al lloc on és actualment, als baixos del número 11 de la Plaça Nova, per estalviar el lloguer. A la redacció del Torelló també se li proposa aquest trasllat però s'opta per quedar-se al Casal a causa de les males condicions que l'altre espai oferia.
L'abril de 1980, el Torelló va arribar al número 500. En l'editorial de l'edició especial que es va publicar per celebrar-ho, la redacció reflexionava sobre la seva tasca i sobre les finalitats de la premsa local. Les conclusions que n'extreia encara són vigents per als qui avui continuen fent el Torelló. L'article destacava que la funció social d'un mitjà de comunicació local s'articula al voltant de quatre eixos, l'informatiu, l'històric, el cultural i el crític.
La periodicitat de la revista seguia essent quinzenal i durant els dos primers anys d'aquesta etapa es van editar paral·lelament cartes d'opinió i algunes seccions en castellà, fins a acabar essent una publicació íntegrament en llengua catalana. El 21 de desembre de l'any 1980 es va anunciar, amb l'any nou, el pas de la periodicitat quinzenal a la periodicitat setmanal, que s'ha mantingut fins a l'actualitat.
Pocs mesos després, Berta Faro es posa al capdavant de la revista i recorda: “sempre treballàvem a les nits: el dilluns fèiem pluja d'idees i el dimarts redactàvem, ho picàvem a màquina i ho corregíem per després anar a impremta; i quan tot estava més o menys a punt ho muntàvem sobre els papers”. I molt sovint “ho fèiem al menjador de casa perquè hi cabíem tots i no feia tant fred com a la redacció. De fet, el cop d'estat del 23-F ens va enganxar allà”. Castells afegeix que “Si volies posar una fotografia, s'havia de fer sis o set dies abans”.
Entre el 1983 i el 1984, hi havia alguns projectes com la incorporació de noves seccions, l'ampliació del nombre de pàgines, o la voluntat de donar més protagonisme a l'apartat cultural. Al 83, com que el setmanari no només informa de Torelló, es decideix suprimir l'escut municipal de la capçalera, novetat que s'incorpora el 20 de juliol de 1984. Es van començar a fer cròniques teatrals i les entrevistes i els reportatges setmanals van agafar més protagonisme. A més, el 13 d'abril de 1984, l'equip de redacció explicava la renúncia a un guardó que va atorgar la Generalitat de Catalunya “per l'antiguitat al servei del país”. El reconeixement es quedarà a Barcelona perquè “acceptar totes les ideologies no implica premiar aquells intransigents amb els quals s'arrengleren en altres posicions”.
El 1987, amb Quim Feixas com a director, el Torelló passa a ser propietat de l'entitat Torelló Associació Cultural, la qual segueix essent l'empresa editora. Això es deu al fet que el 1987 la Generalitat de Catalunya crea la Llei de Creació de l'Entitat Autònoma del Diari Oficial i de Publicacions de la Generalitat de Catalunya (Llei 24/1987, de 28 de desembre), la normativa referent a què totes les entitats s'han de registrar. El nom d'empresa del Setmanari Torelló esdevé Torelló Associació Cultural, i això significa que a part dels membres de la redacció, que decideixen el dia a dia de la revista, hi ha una junta per prendre les decisions a gran escala. En aquesta etapa es començaran a escriure més notícies de tipus informatiu i desapareixeran una bona part dels articles d'opinió que es feien abans. El Torelló esdevindrà més proper a com l'entenem actualment.
A més a més, també és important parlar de com el Torelló agafarà un llenguatge més periodístic i de com les noves tecnologies incidiran en la revista. Sobretot la fotografia marcarà un gran canvi entre els anys 70 i 80. Arran d'aquests canvis tecnològics la revista pot començar a publicar-se setmanalment i oferir informació més actualitzada i immediata. Com a curiositat, podem parlar de la portada del dia de Sant Jordi de l'any 1988, a tot color. A partir de l'any 1989 va començar una dècada de decadència bastant gran: retards a l'entrega a la impremta i als subscriptors.
El 2009, any del seu 75è aniversari, els redactors de la revista, juntament amb antics directors, van realitzar el pregó de la festa major del poble de Torelló.